# Lista över Finlands kustkommuner

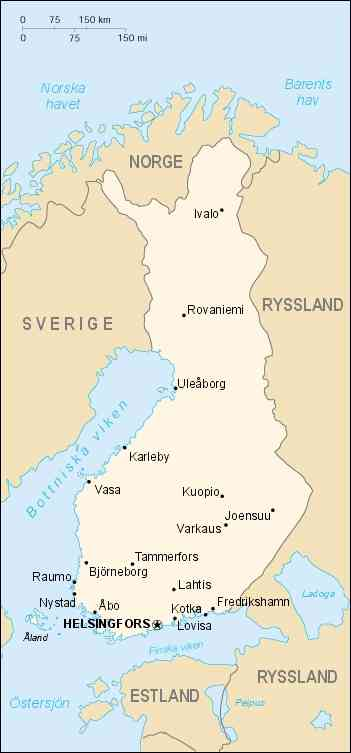
Karta över Finland.

Detta är en lista över kommuner längs Finlands kust.

## Bottniska vikenskust

### Lappland
- Torneå
- Kemi
- Simo

### Norra Österbotten
- Ijo
- Haukipudas
- Karlö
- Uleåborg
- Limingo
- Lumijoki
- Siikajoki
- Brahestad
- Pyhäjoki
- Kalajoki

### Mellersta Österbotten
- Karleby

### Österbotten
- Larsmo
- Jakobstad
- Nykarleby
- Vörå
- Vasa
- Korsholm
- Malax
- Korsnäs
- Närpes
- Kaskö
- Kristinestad

### Satakunta
- Sastmola
- Björneborg
- Euraåminne
- Raumo

## SkärgårdshavetochÅlands hav

### Egentliga Finland
- Pyhäranta
- Nystad
- Gustavs
- Tövsala
- Virmo
- Masko
- Reso
- Åbo
- Nådendal
- Pargas
- S:t Karins
- Sagu
- Salo
- Kimitoön

### Åland
Ålands alla kommuner är kustkommuner. 
- Brändö
- Kumlinge
- Vårdö
- Sund
- Saltvik
- Geta
- Finström
- Hammarland
- Eckerö
- Jomala
- Mariehamn
- Lemland
- Lumparland
- Föglö
- Sottunga
- Kökar

## Finska vikenskust

### Nyland
- Hangö
- Raseborg
- Ingå
- Sjundeå
- Kyrkslätt
- Esbo
- Helsingfors
- Sibbo
- Borgå
- Lovisa

### Kymmenedalen
- Pyttis
- Kotka
- Fredrikshamn
- Vederlax